# 申侯の乱
申侯の乱（しんこうのらん）は、紀元前771年に起きた西周に対する、申の申侯が主導した反乱である。申のほかにも繒・犬戎が、反乱軍に加勢した。この反乱の中で周の幽王は殺され、この幽王の死を以て西周の時代が終わったとされている。

## 背景と反乱
史記・周本紀によれば、幽王3年（紀元前780年）に美女の褒姒が入宮し、幽王の寵愛を得て、子の伯服を産んだ。幽王は正室の申后と子の太子宜臼を廃し、褒姒を正室としその子の伯服を太子としている。
史記・周本紀のエピソードとして、以下のようなものがある。褒姒は笑わなかったために、幽王は笑わせる方法を考えた。多数の方法を考えたがどれも成功せず、最終的に「烽火戯諸侯」と呼ばれる方法を使って褒姒を笑わすことに成功した。ある日、幽王は緊急事態の知らせの烽火を上げさせ太鼓を打ち鳴らしたところ、諸将が駆けつけたが、実際は何ごとも起こっておらず、右往左往する諸将を見た褒姒は、そのときはじめて晴れやかに笑った。以降も非常事態ではないのに、幽王は烽火を上げることで褒姒を笑わせた。しかし、次第に諸将は非常事態の知らせに対して不信感を抱くようになったということである。
史記・周本紀によると、申后・宜臼の廃后・廃太子に加え、さらに幽王による佞臣の虢石父の任用もあり、申后の父で太子の祖父に当たる申侯は憤怒した。そして幽王11年（紀元前771年）、申侯は繒や犬戎とともに周へ侵攻した。幽王は烽火を上げ救援を求めたが、虚報に懲りた諸侯は援軍を出さなかった。幽王や鄭の桓公らは驪山で殺された、褒姒は犬戎に連れ去られ、都の鎬京は荒された。
一方で、繋年では反乱のいきさつについて別の説を伝えている。王子宜臼が申に逃亡すると、幽王は軍を起こし申を包囲した。さらに繒が西戎（犬戎）に降伏し、両軍が幽王を攻めたことで幽王と伯盤（伯服）が死んだという。

## 乱後
史記・周本紀によると、申侯と諸侯らは元太子であった宜臼を擁立して平王とし、紀元前770年には、周の都を鎬京から洛邑に東遷している。これ以降の時代は東周時代とよばれる。権力の空白地帯となった鎬京含む関中は、秦が領有した。
一方、竹書紀年によれば、申侯や魯侯、許の文公は平王（元太子であった宜臼）を擁立し、天王と称させた。一方で、虢公翰は余臣という王子を擁立した（携王）。この後しばらく周では王が二人並び立つ状態が続いたものの、晋の文侯（覇者の文公とは別人）によって携王は殺された。
また繋年によれば、王子余臣は幽王の弟で、幽王の死後、諸官に擁立されて王に立ったとされている（こちらでは、「携恵王」もしくは「恵王」と表記）。年の解釈には諸説あるが、晋の文侯（覇者の文公とは別人）によって携恵王は殺されるという点で竹書紀年と一致している。こちらでは、平王の即位は余臣の即位からしばらく経ってのこととされる。